# (38655) 2000 OX38
2000 OX38 (asteroide 38655) é um asteroide da cintura principal. Possui uma excentricidade de 0.14853260 e uma inclinação de 12.08015º.
Este asteroide foi descoberto no dia 30 de julho de 2000 por LINEAR em Socorro.